# Kłęby (powiat kamieński)
Kłęby – wieś w Polsce położona w województwie zachodniopomorskim, w powiecie kamieńskim, w gminie Golczewo.
W latach 1975–1998 miejscowość należała administracyjnie do województwa szczecińskiego.

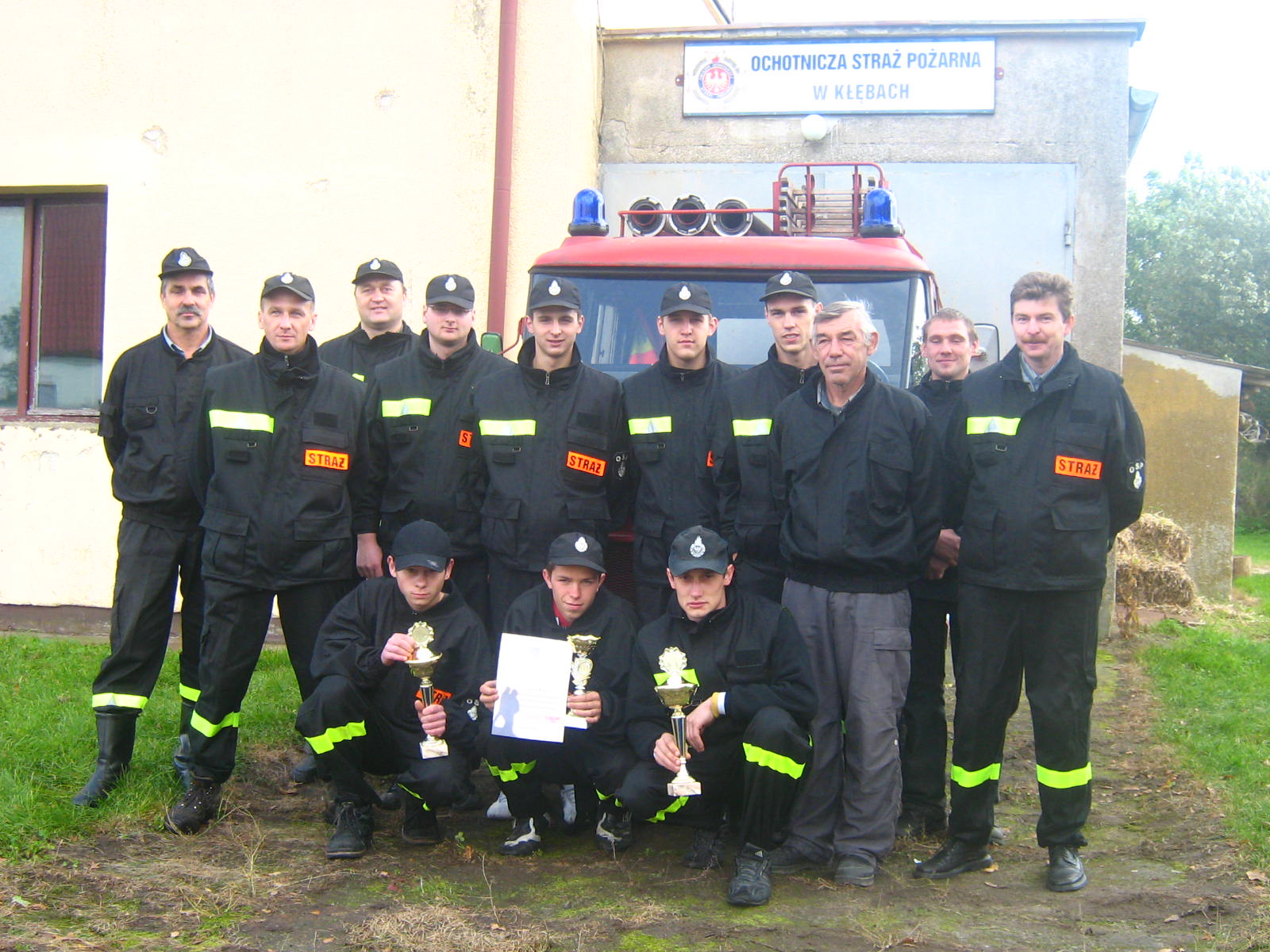
strażacy z Kłębów

We wsi jest jednostka Ochotniczej Straży Pożarnej i sklep.